# Kneževina Bolgarija
Kneževina Bolgarija (bolgarsko Княжество България, Knjažestvo Blgarija) je bila de facto neodvisna, de iure pa vazalna država pod suverenostjo Osmanskega cesarstva. Ustanovljena je bila z Berlinskim sporazumom leta 1878.
Po ruski zmagi v rusko-turški vojni  (1877–1878) sta Rusija in Osmansko cesarstvo 3. marca 1878 podpisali Sanstefanski sporazum, s katerem je bila, med drugim, ustanovljena bolgarska vazalna država, v katero so bili vključeni  skoraj vsi etnični Bolgari na Balkanu. Vanjo je bila vključena  večina Mezije, Trakije in Makedonije in se je raztezala od Črnega do Egejskega morja. Združeno kraljestvo in Avstro-Ogrska sta bili proti ustanovitvi tako velike rusofilne pravoslavne  države na Balkanu, saj sta se bali, da bi to spremenilo razmerje moči v Sredozemlju.  Veliki sili sta zato sklicali Berlinski kongres in podpisali Berlinski sporazum, ki je nadomestil Sanstefanski sporazum, ki ni nikoli začel veljati. Predlagana velika bolgarska država je bila razdeljena na manjšo Kneževino Bolgarijo in avtonomno Vzhodno Rumelijo znotraj Osmanskega cesarstva.
Četudi je bila Bolgarija osmanski vazal, je samo formalno priznavala oblast Visoke porte. Imela je svojo ustavo, zastavo in himno ter vodila svojo zunanjo politiko. Leta 1885 je Bolgarija z nekrvavo revolucijo priključila Vzhodno Rumelijo, kar je Osmansko cesarstvo sprejelo s Tophanskim sporazumom. 5. oktobra 1908 je Bolgarija razglasila svojo neodvisnost kot Kraljevina Bolgarija.

## Ozadje
Leta 1396 so se bolgarsko-osmanske vojne končale s padcem Drugega bolgarskega cesarstva. Bolgarsko plemstvo je bilo pod osmansko oblastjo uničeno, narodna zavest pa zatrta. Bolgarski narodni preporod, ki se je začel konec 18. stoletja, je obudil bolgarsko identiteto in spodbudil idejo o ustvarjanju nove bolgarske države. Številna revolucionarna gibanja in vstaje proti Osmanom so se dogajala tudi drugod na Balkanu in dosegla višek v rusko-turški vojni  1877-1878.

## Berlinski sporazum
Sanstefanski sporazum, podpisan 3. marca 1878, je predvidel bolgarsko državo, ki bi geografsko obsegala Mezijo, Trakijo in Makedonijo. 3. marec Bolgarija še vedno praznuje kot državni praznik.
Velike sile zaradi strahu pred veliko prorusko balkansko državo niso bile pripravljene priznati Sanstefanskega sporazuma. Leta 1878 so sklicale Berlinski kongres pod vrhovnim nadzorom Otta von Bismarcka iz Nemčije in  Benjamina Disraelija iz Združenega kraljestva. Na njem so revidirali Sanstefanski sporazum in zmanjšali predvideni obseg bolgarske države.
Ustanovljena je bila zelo samostojna Kneževina Bolgarija s sedežem v stari bolgarski prestolnici Trnovo,  ki je obsegala ozemlje med Donavo in pogorjem Stara planina vključno s Sofijo. Kneževina naj bi bila uradno pod osmansko suverenostjo, vendar naj bi ji vladal knez, ki bi ga izvolili na  kongresu bolgarskih uglednikov in odobrili njegova pooblastila. Vztrajali so, da knez ne more biti Rus, kompromisno pa so za prvega kneza izbrali Aleksandra Battenberškega, nečaka carja Aleksandra II. Južno od Stare planine je bila ustanovljena avtonomna osmanska provinca z imenom Vzhodna Rumelija. Makedonija je bila vrnjena pod osmansko oblast.

## 19. stoletje
Bolgari so sprejeli napredno demokratično ustavo in oblast je kmalu prešla na Liberalno stranko pod vodstvom Stefana Stambolova. Knez Aleksander je bil konzervativen in je sprva nasprotoval politiki Stambolova, vendar je do leta 1885 postal dovolj naklonjen svoji novi državi, da si je premislil in podpiral liberalce. Podprl je tudi združitev Bolgarije in Vzhodne Rumelije, ki jo je septembra 1885 povzročil državni udar v Plovdivu. Velike sile niso posredovale zaradi lastnih medsebojnih bojev za oblast. Srbija je Bolgariji napovedala vojnio v upanju na osvojitev ozemlja, preden bi se stanje v Bolgariji stabiliziralo. Bolgari so v bitki pri Slivici premagali Srbe, potisnili njihovo vojsko  na srbsko ozemlje in zasedli Pirot in Vranje. V obeh mestih je prevladovalo bolgarsko  prebivalstvo, a sta bili skladno z Bukareškim sporazumom leta 1886 vrnjeni  Srbiji. 
Zaradi teh dogodkov je postal Aleksander v Bolgariji zelo priljubljen, Rusija pa vedno bolj nezadovoljna z liberalnimi težnjami pod njegovo vladavino. Avgusta 1886 so sprožili državni udar, v katerem je bil Aleksander prisiljen odstopiti in bil izgnan v Rusijo. Stambolov je na dogodke hitro ukrepal in prisilil udeležence puča pobegniti iz države. Stambolov je hotel Aleksandra ponovno vrniti na oblast, toda močno rusko nasprotovanje je kneza prisililo, da je znova odstopil. Julija 1887 so Bolgari za novega kneza izvolili Ferdinanda iz rodbine Saxe-Coburg-Gotha.  Ker je bil Ferdinand "avstrijski kandidat, ga  Rusi ga niso hoteli priznati. Ferdinand je sprva sodeloval s Stambolovom, potem pa  se je njun odnos do leta 1894 poslabšal. Stambolov je odstopil in bil julija 1895 umorjen. Ferdinand se je nato odločil obnoviti odnose z Rusijo, kar je pomenilo vrnitev h konzervativni politiki.

## 20. stoletje
Veliko  bolgarskega prebivalstva je še vedno živelo pod osmansko oblastjo, zlasti v Makedoniji. Stanje v Makedoniji je bilo zapleteno, saj sta dele Makedonije zase terjali tudi Srbija in Grčija. Razen tega so Srbi kot slovanski narod Makedonce imeli za pripadnike srbskega naroda. Začel se je petstranski boj za oblast na teh območjih, ki je trajal do prve svetovne vojne. Leta 1903 je v Osmanski Makedoniji prišlo do bolgarskega upora in vse je kazalo na vojno. Leta 1908 je Ferdinand I. izrabil borbe med velikimi silami in 5. oktobra v Cerkvi štiridesetih mučenikov v Velikem Tarnovem razglasil Bolgarijo  za popolnoma neodvisno kraljestvo na čelu s carjem. 

### Ilindensko-Preobraženjska vstaja
Glavni zunanjepolitični problem, s katerim se je Bolgarija spopadala v obdobju do prve  svetovne vojne, je bila usoda Makedonije in Vzhodne Trakije. Konec 19. stoletja je bila ustanovljena Notranja makedonsko-odrinska revolucionarna organizacija (NMORO) , ki je začela s pripravo oborožene vstaje v regijah, ki so jih še vedno zasedli Turki. Organizacija se je delno oprla na  Kneževino Bolgarijo, zato se je NMORO lotil organizacije mreže odborov v Makedoniji in Trakiji. Avgusta 1903 je v Makedoniji in Trakiji izbruhnila množična oborožena vstaja, ki je bila v zgodovini znana kot Ilindensko-Preobraženjska vstaja ali krajše Ilindenska vstaja. Njen cilj je bil osvoboditi te regije ali pa vsaj opozoriti velike sile in jih spodbuditi k izboljšanju življenjskih razmer prebivalstva s pravnimi in gospodarskimi reformami. Po treh mesecih ostrih bojev je osmanska vojska z veliko okrutnostjo proti civilnemu prebivalstvu vstajo zatrla.

## Bolgarska kneza
| Slika | Ime                     | Rojstvo          | Smrt               | Od             | Do                | Komentar                         |
| ----- | ----------------------- | ---------------- | ------------------ | -------------- | ----------------- | -------------------------------- |
|       | Aleksander I. Bolgarski | 5. april 1857    | 23. oktober 1893   | 29. april 1879 | 7. september 1886 | Odstopil                         |
|       | Ferdinand I. Bolgarski  | 26. februar 1861 | 10. september 1948 | 29. april 1887 | 5. oktober 1908   | Leta 1908 postal kralj Bolgarije |

## Galerija
- N. Pavlovič: Združitev Bolgarije leta 1885
- Bolgarski državni udar leta 1886
- Portret kneza Aleksandra I.
- Ozemlje Bolgarskega eksarhata v letih  1870-1913